# Cáñar
Cáñar è un comune spagnolo di 316 abitanti situato nella comunità autonoma dell'Andalusia.